# Estación de tren Theodore
La estación de tren de Theodore es un edificio histórico municipal localizado en Theodore, Saskatchewan, Canadá.
En el lugar se encuentra una estación en desuso que fue construido por la Canadian Pacific Railway. Es de dos pisos, la estación de ferrocarril fue construida con madera y es la última estación que queda del modelo Type Nine Canadian Pacific Railway Station, desarrollado por RB Pratt. Las oficinas y sala de espera fueron diseñados para ocupar la planta baja, mientras que las buhardillas del segundo piso contenían la residencia del jefe de la estación.
El servicio de tren a la ciudad terminó en la década de 1970, el edificio de la estación fue trasladado desde su ubicación original a la ubicación actual en 1974, para ser utilizado como un centro para personas ancianas, más tarde se convirtió en el hogar para el Museo Histórico Theodore.